# کست‌هی
شهر کِست‌هی (به مجاری: Keszthely) در زالا در کشور مجارستان واقع شده‌است. جمعیت این شهر ۲۱٫۲۸۹ نفر است.

## نگارخانه

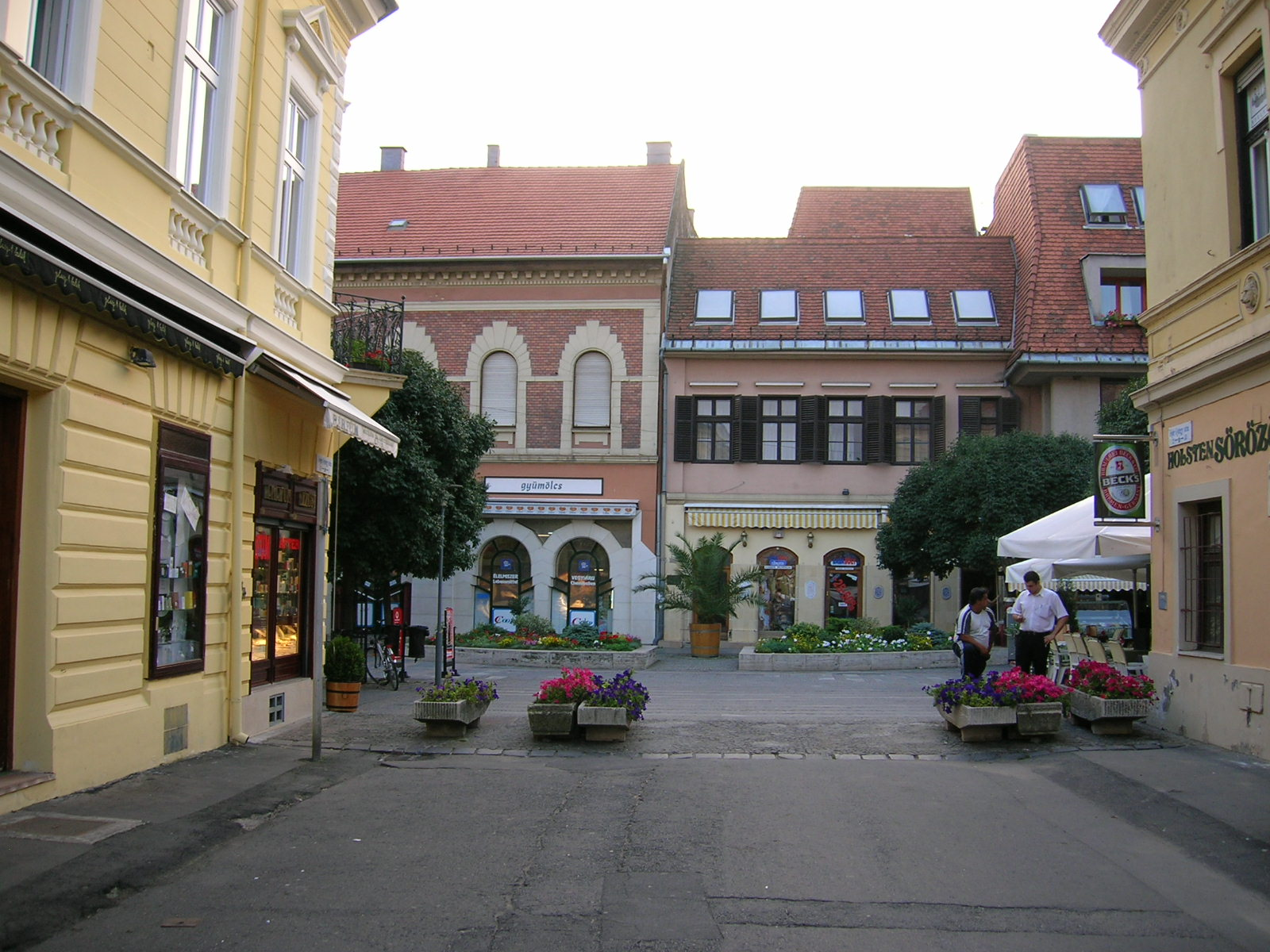
مرکز شهر
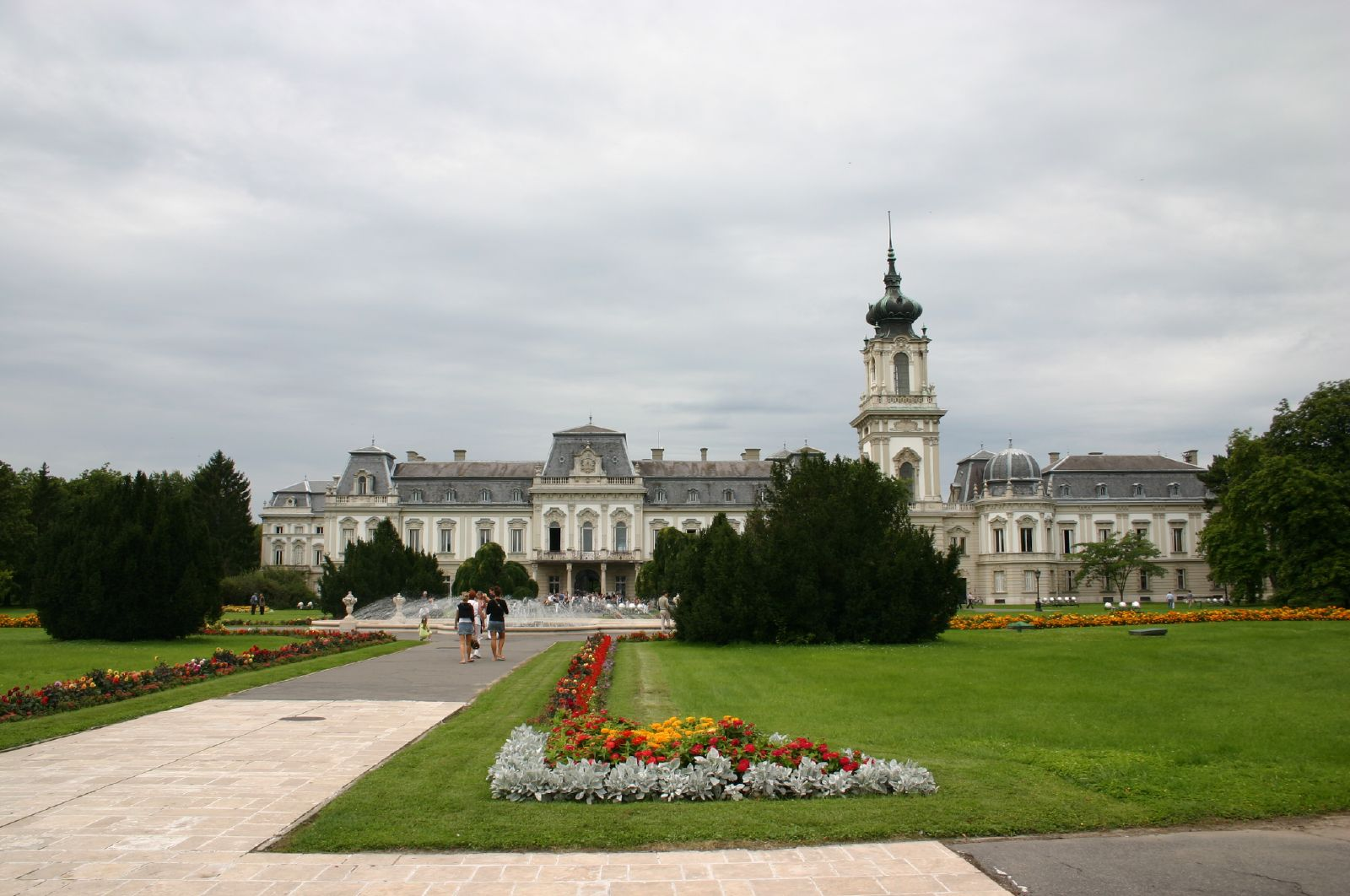
کاخ فشتِتیچ (Festetics)
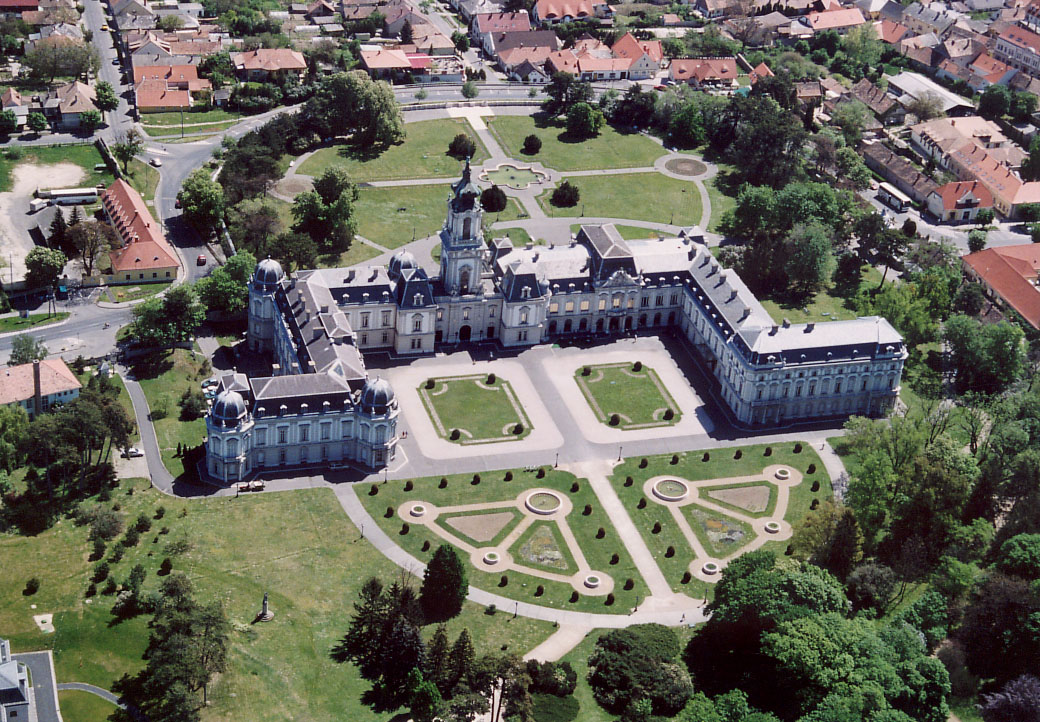
نمای هوایی از کاخ